# St. Stephan (Buchheim)

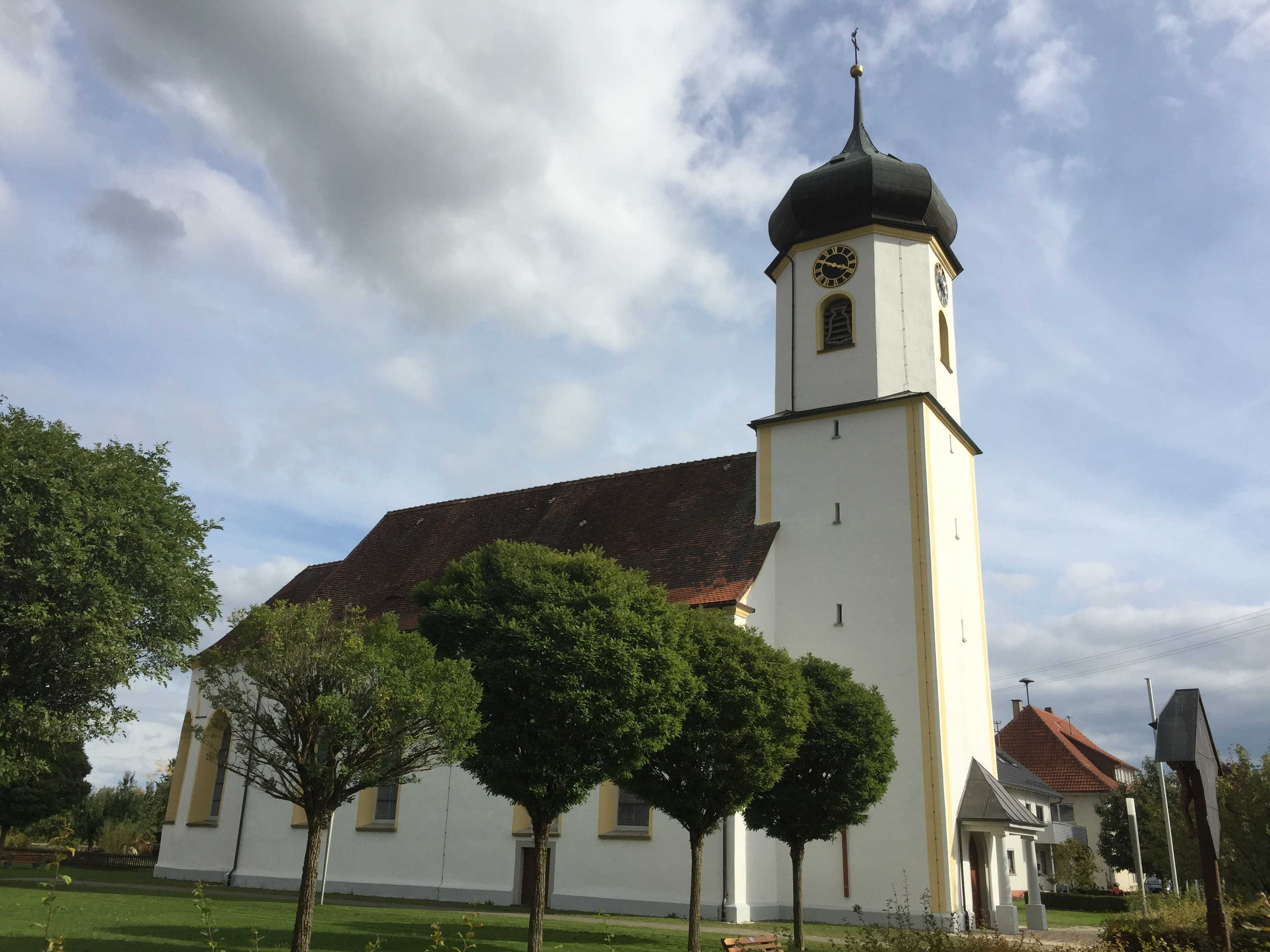
St. Stephan in Buchheim

Die römisch-katholische Pfarrkirche St. Stephan steht in Buchheim, einer Gemeinde im Landkreis Tuttlingen in Baden-Württemberg. Die Kirchengemeinde gehört zum Dekanat Hegau des Erzbistums Freiburg. Die Kirche ist als Denkmal beim Landesamt für Denkmalpflege Baden-Württemberg eingetragen.

## Beschreibung
Die barocke Saalkirche wurde in den Jahren 1741/1742 von den Herren von Sigmaringen erbaut und im Jahr 1751 dem heiligen Stephanus geweiht. Sie besteht aus einem Langhaus mit zwei Jochen, einem eingezogenen, halbrund geschlossenen Chor im Osten und einem Kirchturm im Westen, dessen achteckiges Obergeschoss die Turmuhr und den Glockenstuhl mit vier Kirchenglocken beherbergt, auf dem eine Zwiebelhaube sitzt. Seit der Erhebung Buchheims zur selbstständigen Pfarrei im Jahr 1802 erfuhr das Gotteshaus mehrere Renovierungen, darunter 1879, 1954/1955 und 1992.

## Ausstattung

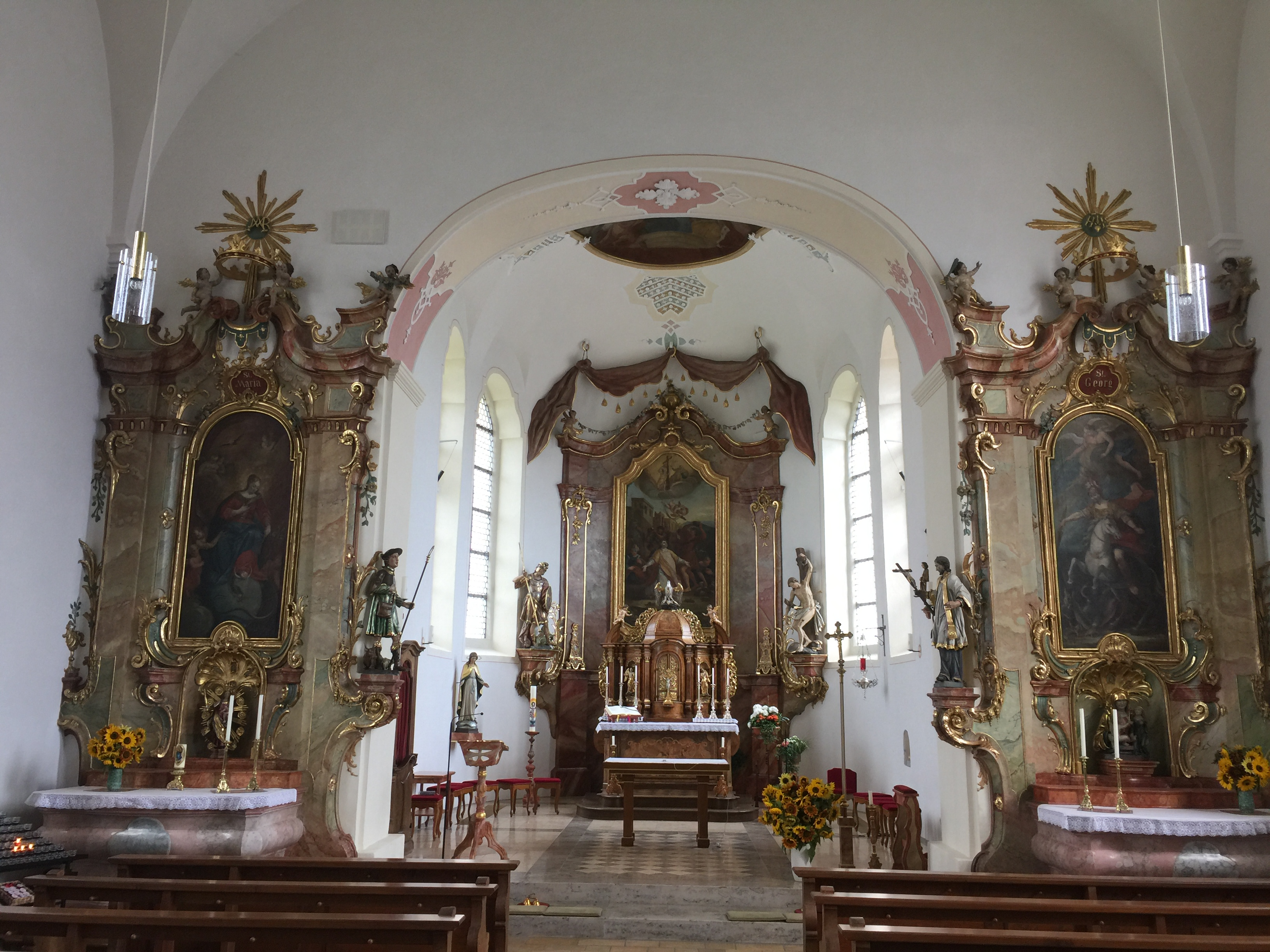
Innenansicht

Das Hochaltarbild zeigt den Heiligen Stephanus in der Szene seiner Steinigung. Eine Holzeinlegearbeit schmückt den Altarunterbau, auf dem wie auch im rechten Seitenaltar der Heilige Georg als Drachentöter dargestellt ist. Diese Darstellung erinnert an die ehemalige St.-Georgs-Kirche in Buchheim, die 1461 erstmals urkundlich erwähnt wurde. Der Freiherr von Enzberg hatte dem Abriss der alten Kirche nur unter der Bedingung zugestimmt, dass in der neuen Kirche ein Bildnis des heiligen Georg aufgenommen werde.
Über dem linken Seitenaltar befindet sich ein Gemälde der Maria Immakulata. Im Chorraum stehen auf Konsolen links der Heilige Wendelin und rechts der Heilige Nepomuk.

### Deckenmalerei
Das Deckengemälde im Chor zeigt die Anbetung der Eucharistie durch die vier damals bekannten Erdteile: Europa, Amerika, Afrika und Asien. An der Decke des Langhauses sind vorne die Aufnahme des heiligen Stephanus in den Himmel und hinten – oberhalb der Orgel – der heilige Wendelin mit seiner Herde dargestellt.

### Kreuzweg
Im Jahr 1888 wurde ein Kreuzweg installiert. Anlässlich der Innenrenovation 1954/1955 wurde dieser monochrom überfasst. Im Jahr 2006 wurden die ursprünglichen Fassungen der Kreuzwegstationen freigelegt und wiederhergestellt.

### Orgel

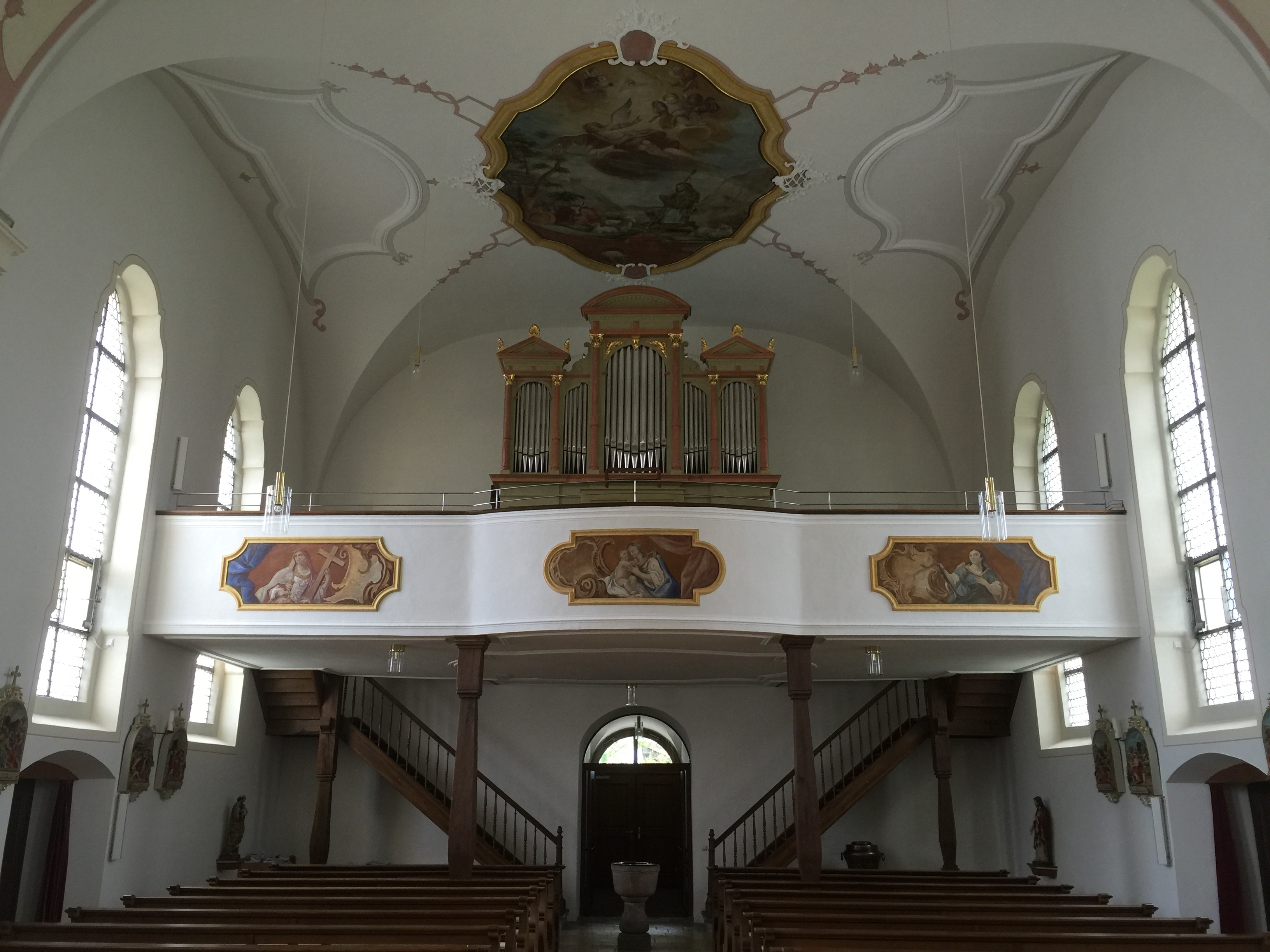
Orgel von 1909

Die erste Orgel der Pfarrkirche wurde 1828 angeschafft. Zu diesem Zweck reiste eine Abordnung – bestehend unter anderem aus dem damaligen Pfarrer Bur, dem Organisten und weiteren Gemeindemitgliedern – nach Konstanz. Dort erwarb man bei dem Orgelbauer Ignanz Dummel ein Instrument mit 620 Pfeifen.
Wegen zahlreicher Reparaturen entschloss sich die Gemeinde 1907 zum Erwerb einer neuen Orgel. Diese wurde 1909 von der Firma Wilhelm Schwarz & Sohn gebaut und verfügte über 14 klingende Register auf zwei Manualen. Am 30. April 1917 mussten die Prospektpfeifen zu Kriegszwecken abgegeben werden, woraufhin die Orgel bis 1930 mit grünen Tüchern verdeckt blieb. Im Jahr 1930 ersetzte die Firma Schwarz die fehlenden Pfeifen. Die Finanzierung übernahmen die politische Gemeinde Buchheim sowie der örtliche Gesangverein. 1992 wurde die Orgel im Rahmen der umfassenden Kirchenrenovation grundlegend gereinigt.

### Glocken
Die Pfarrkirche St. Stephan in Buchheim verfügt über ein vierstimmiges Geläut. Die Läuteanlage erfuhr im Jahr 2011 eine umfassende Sanierung.
| Nr. | Gießer                           | Gussjahr | Ton     |
| --- | -------------------------------- | -------- | ------- |
| 1   | Benjamin Grüninger               | 1950     | fis’ -1 |
| 2   | Felix Koch                       | 1803     | h’ -3   |
| 3   | Benjamin Grüninger               | 1950     | a’ -4   |
| 4   | Johannes Rosier / Stephan Arnolt | 1677     | d’’ -3  |

### Kirchplatz und Lourdesgrotte
Im Jahr 1996 begann die Neugestaltung des Kirchplatzes. Dabei wurde auch ein Platz für eine Lourdesgrotte geschaffen, die 1998 feierlich eingeweiht wurde.